# Instanton
Instantone sind in Raum und Zeit lokalisierte Solitonlösungen „euklidifizierter“ Quantenfeldtheorien, speziell der Yang-Mills-Gleichungen in der Quantenchromodynamik nach einer Wick-Rotation vom Minkowski-Raum zum vierdimensionalen Euklidischen Raum. Instantone beschreiben in allen diesen Theorien den quantenmechanischen Übergang (Tunnel-Übergang) zwischen den verschiedenen Klassen des Vakuumzustandes des betrachteten Feldes und sollen speziell für die starke Wechselwirkung im niederenergetischen Bereich große Bedeutung haben.
Das Instanton (ebenso wie das Antiinstanton) vermittelt zusammen mit weitgetrennten Instanton-Antiinstanton-Paaren den Tunnelprozess für den quantenmechanischen Grundzustand im Doppelmuldenpotential (Euklidische Zeit gegen unendlich). Alle angeregten Zustände werden von periodischen Instantonen vermittelt (Euklidische Zeit endlich) — wie alle Zustände im Fall des invertierten Doppelmuldenpotential.
Instantone liefern auch eine Erklärung für eine wichtige Symmetriebrechung: sie können die Händigkeit von Elementarteilchen im Quantenchromodynamik-Vakuum verändern. Die dazugehörige chirale Symmetrie spielt eine zentrale Rolle in der Physik der Hadronen.
Eine weitere Anwendung finden Instantone bei dem „Inflaton-Feld“  der Kosmologie zur Erklärung des inflationären Phasenüberganges in der Frühzeit des Universums.

## Instantontheorie in der chemischen Ratentheorie
Im Zusammenhang mit der Theorie der Reaktionsgeschwindigkeit werden periodische Instantone verwendet, um die Tunnelgeschwindigkeit von Atomen in chemischen Reaktionen zu berechnen. Der Verlauf einer chemischen Reaktion kann als Bewegung eines Pseudoteilchens auf einer hochdimensionalen Potentialenergieoberfläche (PES) beschrieben werden. Die thermische Geschwindigkeitskonstante k kann dann aus dem Imaginärteil der freien Energie F berechnet werden:
{\displaystyle k(\beta )=-{\frac {2}{\hbar }}\operatorname {Im} \mathrm {F} ={\frac {2}{\beta \hbar }}\operatorname {Im} \ln(Z_{k})\approx {\frac {2}{\hbar \beta }}{\frac {\operatorname {Im} Z_{k}}{\operatorname {Re} Z_{k}}},\quad \operatorname {Re} Z_{k}\gg \operatorname {Im} Z_{k}}
wobei {\displaystyle Z_{k}} die kanonische Zustandssumme ist, die aus der Spur des Boltzmann-Operators in der Ortsdarstellung berechnet wird.
{\displaystyle Z_{k}=\operatorname {Tr} \left(e^{-\beta {\hat {H}}}\right)=\int d\mathbf {x} \left\langle \mathbf {x} \left|e^{-\beta {\hat {H}}}\right|\mathbf {x} \right\rangle }
Unter Verwendung der Wick-Rotation und der Identifizierung der euklidischen Zeit mit {\displaystyle \hbar \beta =1/(k_{b}T)} erhält man eine Pfadintegraldarstellung der Zustandssumme in massengewichteten Koordinaten:
{\displaystyle Z_{k}=\oint {\mathcal {D}}\mathbf {x} (\tau )e^{-S_{E}[\mathbf {x} (\tau )]/\hbar },\quad S_{E}=\int _{0}^{\beta \hbar }\left({\frac {\dot {\mathbf {x} }}{2}}^{2}+V(\mathbf {x} (\tau ))\right)d\tau }
Das Pfadintegral wird dann durch eine „steepest-descent“-Integration angenähert, die nur die Beiträge der klassischen Lösungen und der quadratischen Fluktuationen um sie herum berücksichtigt. Daraus ergibt sich für die Geschwindigkeitskonstante in massegewichteten Koordinaten
{\displaystyle k(\beta )={\frac {2}{\beta \hbar }}\left({\frac {\operatorname {det} \left[-{\frac {\partial ^{2}}{\partial \tau ^{2}}}+\mathbf {V} ''(x_{\text{RS}}(\tau ))\right]}{\operatorname {det} \left[-{\frac {\partial ^{2}}{\partial \tau ^{2}}}+\mathbf {V} ''(x_{\text{Inst}}(\tau ))\right]}}\right)^{\frac {1}{2}}{\exp \left({\frac {-S_{E}[x_{\text{Inst}}(\tau )+S_{E}[x_{\text{RS}}(\tau )]}{\hbar }}\right)}}
dabei ist {\displaystyle x_{\text{Inst}}} ein periodisches Instanton und {\displaystyle x_{\text{RS}}}ist die triviale Lösung des Pseudoteilchens in Ruhe, die den Reaktanden repräsentiert. Der Instantonpfad kann als wahrscheinlichster Tunnelpfad interpretiert werden.